# Osservatorio Astronomico Virginio Cesarini
Das Osservatorio Astronomico Virginio Cesarini ist eine Sternwarte nahe der Ortschaft Frasso Sabino in den Sabiner Bergen der Provinz Rieti in einer Höhe von 465 m über dem Meeresspiegel. Das Observatorium ist unter dem IAU code 157 registriert.
Das Observatorium wurde 1995 eingeweiht und nach dem italienischen Adeligen Virginio Cesarini (1595–1624) benannt. Es ist in einer zu diesem Zweck umgebauten Getreidemühle aus dem 17. Jahrhundert untergebracht und wird von der Gemeinde Frasso Sabino zusammen mit der Associazione Romana Astrofili betrieben. Zur Sternwarte gehören ein Planetarium und ein am 1. Mai 2004 eröffnetes Museum.

## Instrumente
Das Hauptinstrument der Sternwarte ist ein Cassegrain-Teleskop mit einem Primärspiegeldurchmesser von 36,8 cm.